# SunTrust Indy Challenge
SunTrust Indy Challenge var en deltävling i IndyCar Series mellan 2001 och 2009. Mellan 2001 och 2007 kördes racet över 250 varv (cirka 300 km), innan tävlingen utökades till 300 varv (362 km). Loppet kördes på lördagskvällar i juni.

## Tävlingar
| År   | Vinnare           | Team                  |
| ---- | ----------------- | --------------------- |
| 2001 | Buddy Lazier      | Hemelgarn Racing      |
| 2002 | Sam Hornish Jr.   | Panther Racing        |
| 2003 | Scott Dixon       | Chip Ganassi Racing   |
| 2004 | Dan Wheldon       | Andretti Green Racing |
| 2005 | Hélio Castroneves | Marlboro Team Penske  |
| 2006 | Sam Hornish Jr.   | Marlboro Team Penske  |
| 2007 | Dario Franchitti  | Andretti Green Racing |
| 2008 | Tony Kanaan       | Andretti Green Racing |
| 2009 | Scott Dixon       | Chip Ganassi Racing   |